# Jan Ołdakowski
Jan Łukasz Ołdakowski (Varsóvia, 11 de Maio de 1972) é um político polonês. Foi eleito para a Sejm em 25 de Setembro de 2005 com 3939 votos em 19 no distrito de Varsóvia, candidato pelas listas do partido Prawo i Sprawiedliwość.